# Справжні злочини
Справжні злочини (оригінальна назва англ. Dark Crimes — «Темні злочини») — польсько-американський кримінальний драматичний фільм 2016 року режисера Александра Авраноса з Джимом Керрі у головній ролі. Фільм ґрунтується на статті Девіда Гранна «Істинна злочинність: таємниця постмодерного вбивства» (True Crime: A Postmodern Murder Mystery) в журналі The New Yorker 2008 року, в якій розповідається історія засудженого за вбивство письменника Кристіана Бали.
Зйомки фільму пройшли восени 2015 року у Кракові. Прем'єра відбулася 12 жовтня 2016 року на Варшавському міжнародному кінофестивалі. Вихід стрічки у широкий прокат запланований 18 травня 2018 року.

## Сюжет
Даріуш Лінчевський — дуже хороший, чуйний, чесний чоловік і неймовірно відповідальний співробітник. Він займає скромну посаду менеджера у перспективному, рекламному агентстві, що працює в Польщі. Працьовитий, старанний працівник працює давно у великій фірмі, що має популярність серед рекламодавців, і приніс чимало користі підприємству професійним підходом до справи. Даріуш був особистістю публічною і досить відомою серед співвітчизників. Коли у водах річки Одер виявили його понівечений труп, страшна новина отримала величезний резонанс у суспільстві. Жахлива трагедія потрясла своєю жорстокістю всіх жителів країни. Місцеві поліцейські висунули безліч версій, але не знайшли достатніх доказів для підтвердження жодного запропонованого варіанту розвитку подій. Спроби вичислити особу вбивці не принесли результатів.
Після невдач правоохоронних органів, береться за розслідування досвідчений, висококваліфікований детектив Драблевський. Він дуже швидко виходить на слід ймовірного злочинця. Відстежуючи останні дзвінки, що надійшли з телефону вбитого, він з'ясовує, що перед смертю Лінчевський відвідував аукціон Сотбіс. Потроху розгадуючи головоломку, детектив знаходить зв'язок з Кристіаном Балою — відомим письменником, що мав неприємну славу збоченого садомазохіста. Детектив впадає в шок, прочитавши останню книгу письменника, де докладно, у найдрібніших деталях описано вбивство менеджера. Тепер письменник стає головним підозрюваним. Але деякі деталі не сходяться, щоб не допустити непоправної помилки, потрібно знайти незаперечні докази.

## У ролях
- Джим Керрі — Тадек
- Шарлотта Генсбур — Кася
- Мартон Чокаш — Козлов
- Каті Оутінен — Малиновська
- Влад Іванов — Петр
- Агата Кулєша — Марта
- Роберт Венцкевич — Грегер
- Петр Гловацький — Віктор
- Анна Полони — мати Тадека
- Збігнєв Замаховський — Лукаш